# Ursula Karven
Ursula Karven (rođena kao Ursula Ganzenmüller; Ulm, 17. kolovoza 1964.) njemačka je filmska glumica i manekenka.

## Životopis
Ursula Karven odrasla je u Söflingenu, gradskoj četvrti Ulma. Otac joj je bio inženjer, a majka kućanica. Poslije mature bila je tijekom 1980-ih često angažirana kao fotomodel, a prvi je film snimila pod umjetničkim imenom "Sina Karven". U sezoni 1989./1990. glumila je u ulogu Biggi u popularnoj njemačkoj televizijskoj seriji Baština Guldenburgovih (njem. Das Erbe der Guldenburgs). U Rivals der Rennbahn  (njem. Rivalen der Rennbahn) viđena je u ulozi Jeannette u aferi milijunaša Hans-Otto Gruber kojeg glumi Manfred Zapatka.

## Vanjske poveznice

### Sestrinski projekti
|  | Zajednički poslužitelj ima još gradiva o temi Ursula Karven |

### Mrežna mjesta
- Ursula Karven – službene mrežne stranice (njem.)
- Ursula Karven u internetskoj bazi filmova IMDb-u (engl.)